# Hadres
Hadres osztrák mezőváros Alsó-Ausztria Hollabrunni járásában. 2022 januárjában 1737 lakosa volt. 

## Elhelyezkedése

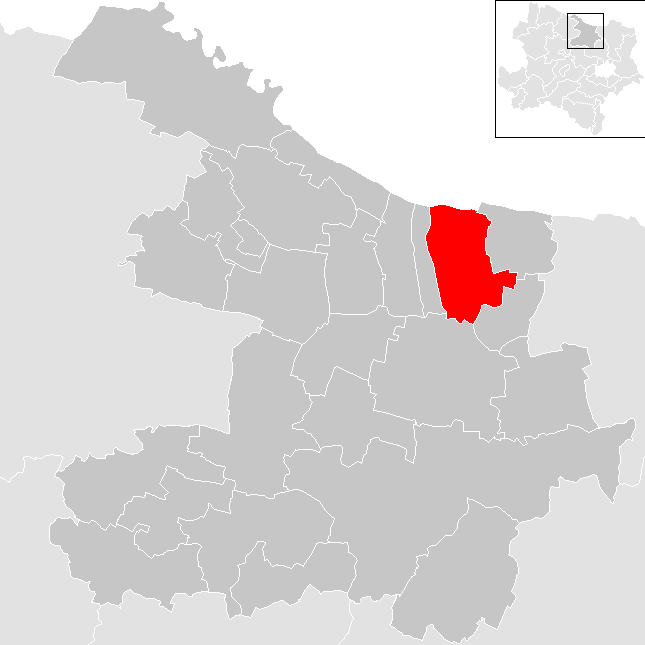
Hadres a Hollabrunni járásban

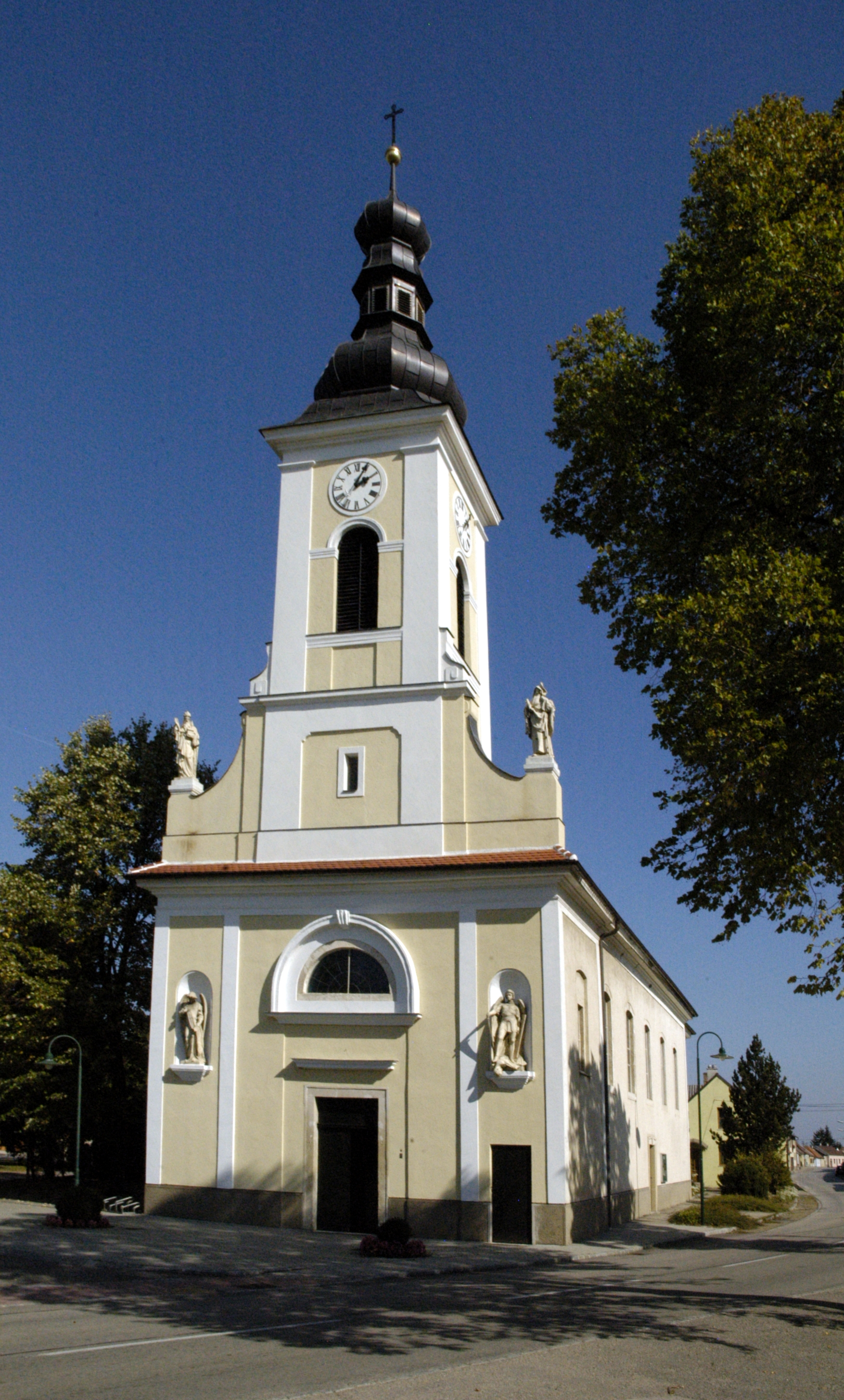
A Mária mennybevétele-plébániatemplom

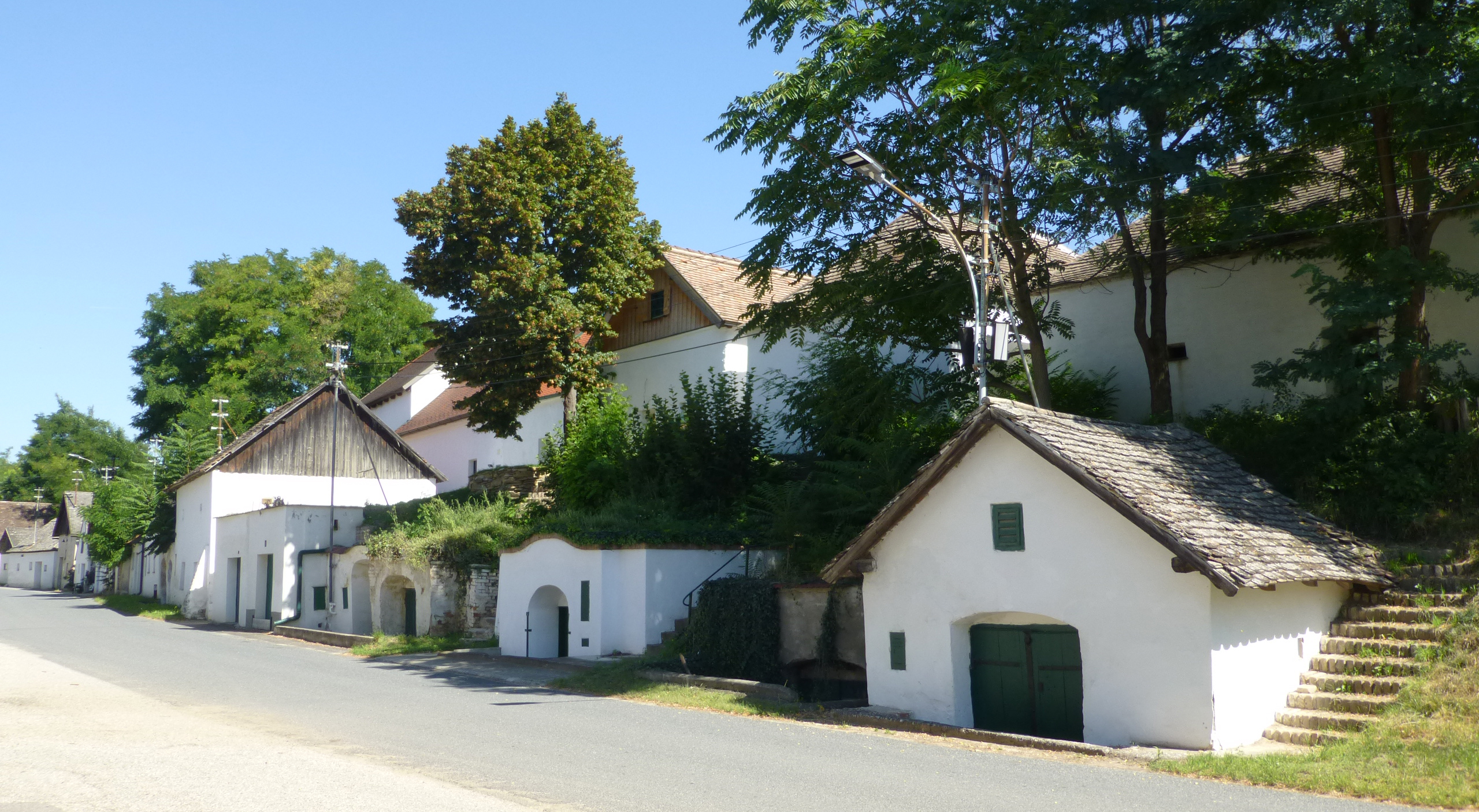
Hadresi pincesor

Hadres a tartomány Weinviertel régiójában fekszik, a Pulkau folyó mentén, közvetlenül a cseh határnál. Területének 9,3%-a erdő, 23,7% szőlő, 59,1% áll egyéb mezőgazdasági művelés alatt. Az önkormányzat 3 települést egyesít: Hadres (693 lakos 2022-ben), Obritz (563) és Untermarkersdorf (481).
A környező önkormányzatok: keletre Seefeld-Kadolz, délkeletre Mailberg, délre Wullersdorf, nyugatra Alberndorf im Pulkautal, északnyugatra Dyjákovičky, északra Vrbovec, északkeletre Strachotice (utóbbi három Csehországban).

## Története
Hadrest 1050 körül alapította egy Gottschalk nevű hercegi csatlós. Későbbi birtokosai a Haederichok voltak, róla kapta a Haederichsdorf nevet, amely később Hadresszé módosult. A szétszórt tanyákból csak a középkor végén alakult ki falu, amelynek földjeit és szőlőit számos kisebb földbirtokra osztották fel. 1590-ben a 77 házból álló faluban 12 nemesi család bírt földekkel. Egy 1786-os felmérés szerint több nemesi család lakott Hadresben. 
Az 1938-as felmérés szerint akkor két pék, három bognár, egy tüzelőanyag-kereskedő, egy tetőfedő, egy villanyszerelő, egy hentes, négy borbély, egy kertész, három fogadós, hat vegyeskereskedő, egy darakereskedő, egy bába, egy kéváháztulajdonos, két terménykereskedő, egy kőműves, egy nyeregkészítő, két lakatos, két kovács, két szabó, két nőiruha-készítő, öt cipész, egy marhakereskedő, egy ács, egy órás,  három élelmiszerkereskedő, egy kerékgyártó, egy borkereskedő, egy cementgyártó és számos földműves élt Hadresben. 

## Lakosság
A hadresi önkormányzat területén 2022 januárjában 1737 fő élt. A lakosságszám 1890-ben érte el a csúcspontját 4540 fővel, azóta hosszas csökkenés után az utóbbi évtizedekben stabilizálódott. 2020-ban az ittlakók 96,5%-a volt osztrák állampolgár; a külföldiek közül 1% a régi (2004 előtti), 2,2% az új EU-tagállamokból érkezett. 2001-ben a lakosok 93,5%-a római katolikusnak, 4% pedig felekezeten kívülinek vallotta magát. Ugyanekkor 5 magyar élt a mezővárosban; a legnagyobb nemzetiségi csoportot a németek (96,8%) mellett a csehek alkották 1,4%-kal.
A népesség változása:

| 2016 | 1 687 |
| 2018 | 1 685 |

## Látnivalók
- a hadresi Szt. Mihály-plébániatemplom
- az obritzi Mária mennybevétele-plébániatemplom
- az untermarkersdorfi Szt. Egyed-plébániatemplom

## Fordítás
- Ez a szócikk részben vagy egészben  a   Hadres című német Wikipédia-szócikk ezen változatának fordításán alapul.  Az eredeti cikk szerkesztőit annak laptörténete sorolja fel. Ez a jelzés csupán a megfogalmazás eredetét és a szerzői jogokat jelzi, nem szolgál a cikkben szereplő információk forrásmegjelöléseként.